# 출발! 광주대행진
노희설의 출발! 광주대행진은 TBN 광주교통방송(광주, 목포, 해남, 진도 FM 97.3㎒, 여수, 순천, 광양 FM 103.5㎒)에서 평일 아침 7시부터 8시 53분까지 방송되는 광주·전남 지역의 출근길 아침 라디오 프로그램이다.

## 프로그램 소개
- 하루를 시작하는 분주한 출근 시간~ 신속정확한 교통정보와 교통 안전 상식, 생활 정보와 지역 소식까지! 출발 광주대행진!

## 코너소개

### 매일 코너
- 모닝 인터뷰 - 프리아이템
- Wake Up! 퀴즈 - 잠든 뇌를 깨우는 다양한 주제의 퀴즈
- 날씨 톡톡! 생활 팁톡! - 날씨와 생활정보 전달[광주지방기상청 김문용 통보관]
- 오늘 이 뉴스 - 광주,전남 주요 뉴스

## 요일 코너

### 월요일
- 모닝 인권 포커스 : 노동 이야기를 듣는 시간 [정찬호 광주노동권익센터장]
- 모닝 인터뷰 : 이슈에 대한 전문가 의견 공유
- tbn 안전 플러스 : 교통,재난안전 상식 공유

### 화요일
- 모닝 안전 포커스 : 안전 이야기를 듣는 시간 [광주대학교 송창영 교수 외(격주)]
- 모닝 인터뷰 : 이슈에 대한 전문가 의견 공유
- 안전백서 On-Air [격주] : 광주.전남지부 사업소개(협업코너) [지부 직원 출연]
- tbn 안전 플러스 : 교통,재난안전 상식 공유

### 수요일
- 모닝 카 포커스 : 국,내외 자동차 이야기를 듣는 시간 [안효문 교통전문기자]
- 모닝 인터뷰 : 이슈에 대한 전문가 의견 공유
- 모닝 스포츠 톡 : 한 주간 스포츠 소식 [윤호준 광주FC 장내아나운서]

### 목요일
- 모닝 마음 포커스 : 심리 이야기를 듣는 시간 [이형선 오즈심리상담센터장]
- 모닝 인터뷰 : 이슈에 대한 전문가 의견 공유
- tbn 안전 플러스 : 교통,재난안전 상식 공유

### 금요일
- 모닝 보험 포커스 : 보험,재해 관련 이야기를 듣는 시간 [양해일 손해사정사]
- 모닝 리포트! 생생한 현장 : 기자의 시선으로 본 한 주의 이야기 [민찬기 아시아경제 기자]
- 쉬운것만 물어보세요! : 모두가 공감하는 쉬운 주제를 가지고 청취자와 소통